# Mémorial des morts aux frontières de l'Europe
Le Mémorial des morts aux frontières de l'Europe est une carte interactive destinée à visualiser le nombre de migrants morts en tentant d'atteindre l'Europe depuis 1988.
Il a été mis en ligne le 18 février 2011 par Jean-Marc Manach, journaliste auteur d'un article explicatif sur le site OWNI . La carte a été réalisée par Marion Boucharlat et James Lafa. Elle se base sur des informations réunies par United for Intercultural Action.
La carte, disponible en français et en anglais, permet de connaître le nombre de victimes en fonction des causes ou des lieux de décès. Elle permet de constater que la majorité des décès a lieu par noyade en Méditerranée, et que l'Italie puis l'Espagne sont les premiers pays concernés. Elle comptabilise un total de 14 000 décès documentés entre 1988 et 2011. Une mise à jour de juin 2012 porte le nombre à 16 264 victimes.
Le blog Fortress Europe créé par l'italien Gabriele del Grande et disponible en français donne un autre chiffre : 18 244 entre 1988 et mars 2012.

## Compléments